# Plain City (Ohio)
Plain City é uma vila localizada no estado norte-americano de Ohio, no Condado de Madison e Condado de Union.

## Demografia
Segundo o censo norte-americano de 2000, a sua população era de 2832 habitantes.
Em 2006, foi estimada uma população de 3543, um aumento de 711 (25.1%).

## Geografia
De acordo com o United States Census Bureau tem uma área de
4,7 km², dos quais 4,7 km² cobertos por terra e 0,0 km² cobertos por água. Plain City localiza-se a aproximadamente 285 m acima do nível do mar.

## Localidades na vizinhança
O diagrama seguinte representa as localidades num raio de 16 km ao redor de Plain City.